# Kunszt (film)
Kunszt – amerykańsko-brazylijski kryminał z 1991 roku na podstawie powieści High Art Rubema Fonseci.

## Główne role
- Peter Coyote – Peter Mandrake
- Tchéky Karyo – Hermes
- Amanda Pays – Marie
- Raul Cortez – Lima Prado
- Giulia Gam – Gisela Martins
- Eduardo Conde – Roberto Mitry
- René Ruiz – José Zakkai/Iron Nose
- Tonico Pereira – Rafael
- Miguel Ángel Fuentes – Camilo Fuentes
- Cássia Kiss – Mercedes
- Iza Do Eirado – Zélia

## Fabuła
Peter Mandrake jest amerykańskim fotografem mieszkającym w Rio De Janeiro. Robi zdjęcia dla japońskiego wydawnictwa. Pewnego dnia podczas pracy jest świadkiem bójki. Kiedy jeden z bijących się wyciąga nóż, Peter ostrzega drugiego. Ratuje mu życie, ale to pomaga zabić przeciwnika. Mandrake wraca do domu. Przed budynkiem spotyka prostytutkę Giselę. Przerażona dziewczyna opowiada mu, jak ukradła klientowi dyskietkę z danymi. Fotograf zgadza się ją odprowadzić do domu, ale nie wie, że jest obserwowany.